# Internacional de Madrid
Internacional de Madrid ist ein spanischer Fußballklub aus Villaviciosa de Odón, Autonome Gemeinschaft Madrid. Der Verein wurde 2002 gegründet und trägt seine Heimspiele im Estadio Municipal de Villaviciosa de Odón aus, das Platz für 3000 Zuschauer bietet.

## Geschichte
Der Verein wurde 2002 von einigen Finanzinvestoren gegründet und spielte zunächst in den unteren spanischen Regionalligen. Die Heimspiele wurden in Orcasitas ausgetragen. Zur Saison 2010/2011 stieg man erstmals in die Tercera División auf. 2016 zog der Verein nach Boadilla del Monte um. In der Saison 2017/18 schaffte der Verein erstmals den Aufstieg in die Segunda División B als Meister der Tercera División - Gruppe 7. Mit dem Gruppensieg qualifizierte man sich erstmals für die Copa del Rey.
Im Juni 2020 wurde der Verein zu Teilen von dem E-Sport-Team DUX Gaming übernommen und firmiert seitdem unter dem Namen DUX Internacional de Madrid. Im Oktober 2020 übersiedelte der Klub nach Villaviciosa de Odón.